# 一宮南出口

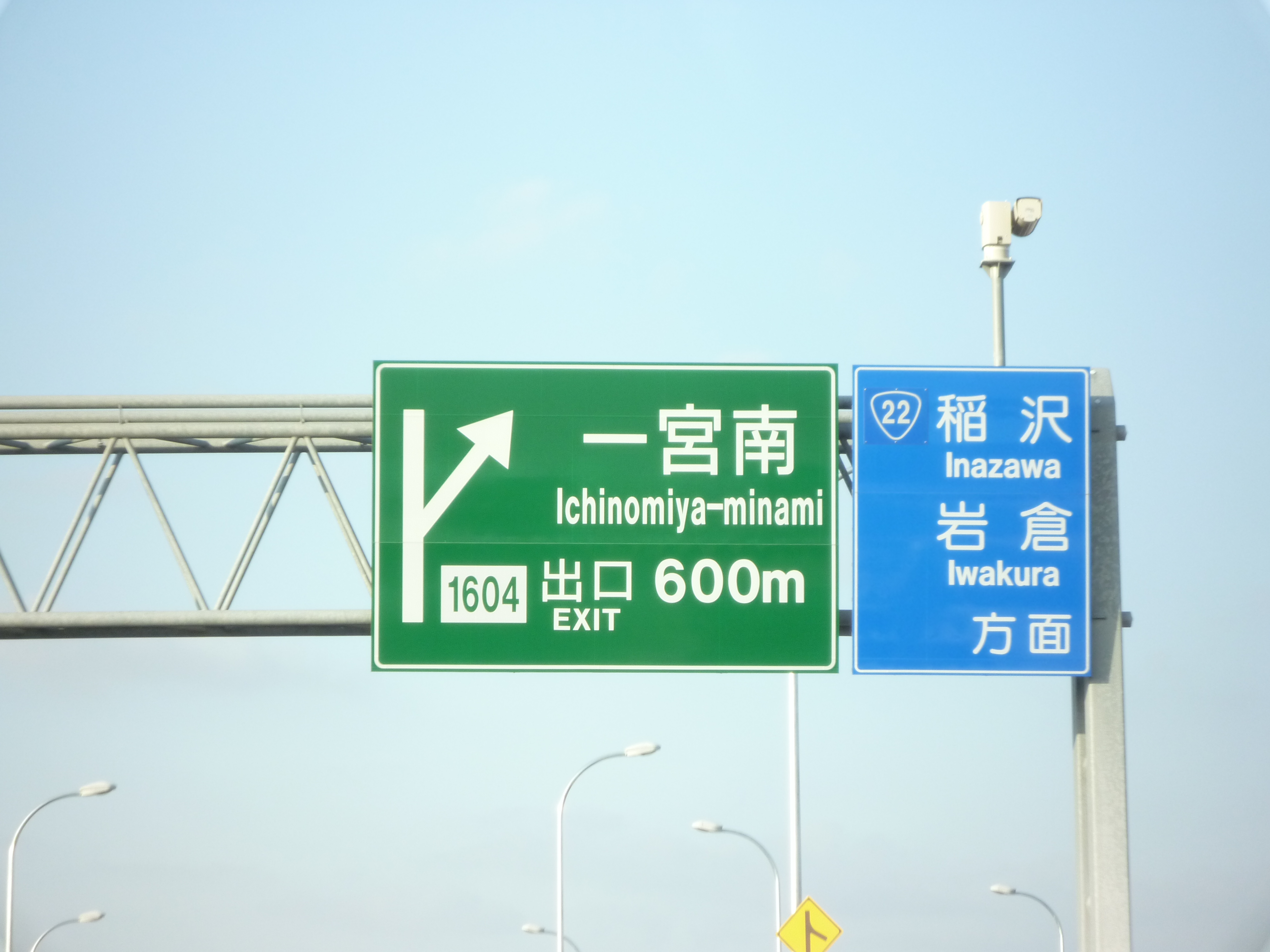
一宮南出口 出口標識

一宮南出口（いちのみやみなみでぐち）は、愛知県一宮市にある名古屋高速道路16号一宮線のインターチェンジである。入口はない。一宮方面のみ流出が可能なランプである。

## 道路
- 名古屋高速16号一宮線

## 接続する道路
- 名岐バイパス（国道22号）

## 料金所
- レーン数:2
  - ETC専用:1
  - 一般:1

## 歴史
- 2005年（平成17年）2月11日開業。

## 備考
- 出口料金支払い

## 周辺
- 三ツ井公園
- 五条川右岸浄化センター

## 隣
名古屋高速16号一宮線
(1603,1613)一宮西春出入口 - (1604)一宮南出口 - (25)一宮IC - (1605,1615)一宮東出入口